# Леонардит
Леонардит — окисленный в природных условиях лигнит, образовавшийся в результате длительного выветривания. Представляет собой мягкий блестящий восковой минералоид чёрного или коричневого цвета. Является природным минеральным комплексом фенольных углеводородов. 
Это название используется для обозначения продуктов окисления лигнита с высоким содержанием гуминовых кислот.

## Определение
Изначально окисленный уголь был назван леонардитом в честь А. Г. Леонарда, первого директора Геологической службы Северной Дакоты (), который внес большой вклад в ранние исследования этого материала. 
Наиболее распространены месторождения леонардита в США, Канаде, Австралии и России, а также отмечаются месторождения в некоторых других странах, например, Турции, Греции, Таиланде. 
Химический состав леонардита, как и содержание в нём гуминовой кислоты (от 35 до 90 %), варьируется от месторождения к месторождению.

## Происхождение. Формирование. Месторождения
Леонардит формировался в процессе гумификации/гумифицирования (остатки животных и растений разлагались под действием микроорганизмов и абиотических факторов среды) на протяжении миллионов лет. На доисторическом болоте растения поглощали двуокись углерода из атмосферы и использовали солнечную энергию для формирования биомассы. Эти же представители растительного мира становились пищей для доисторических позвоночных и насекомых. После окончания их жизненного цикла углерод из погибших животных и растений обратно вернулся в природную среду, сформировав осадочные отложения на дне болота. Такой круговорот продолжался в течение миллионов лет, результатом чего стало накопление органических веществ — слои спрессованных отложений превратились в залежи леонардита.
Леонардит добывают в верхних слоях залежей бурого угля или лигнита, которые располагаются ближе к поверхности. Именно здесь добывают материал с высокими показателями окисления и содержания органического вещества, которое находится в процессе минерализации, то есть леонардит ещё не завершил процесс полного превращения в уголь. Именно поэтому он не используется в энергетической промышленности в качестве топлива.

## Области применения
Коммерческое применение леонардита обусловлено использованием содержащихся в нём гуминовых и фульвокислот. В общемировой практике леонардит является одним из самых эффективных гуминосодержащих источников. Главным среди отличий леонардита по сравнению с остальными продуктами, содержащим гуминовые вещества (сапропель, торф и другие), является высокая биологическая активность его молекулярной структуре. 
Уникальные свойства гуминовых кислот из леонардита также объясняются молекулярным весом их молекул — от 2500 и более (другие источники уступают по этому показателю: сапропель — до 1000, торф — от 500 до 2 500 а. е.).
Основными сферами применения леонардита являются: сельское хозяйство (активатор роста растений и кондиционер почвы, в кормлении продуктивных и непродуктивных животных, птиц и рыб - в форме кормовой добавки Reasil Humic Health, в бурении нефтяных скважин, для рекультивации почвы и очистки воды.

### Безопасность гуминовых кислот из леонардита
Одной из особенностей и преимуществом гуминовых кислот из леонардита перед другими биологически активными вещества является их безвредность для человека. Множество лабораторных испытаний и клинических исследований на мутагенное, канцерогенное, эмбриотоксическое и тератогенное воздействие свидетельствуют об отсутствии побочных эффектов даже при многократном превышении дозировок.